# Marcel Déat
Marcel Déat (Guérigny, 7 marzo 1894 – Torino, 5 gennaio 1955) è stato un politico francese, deputato del SFIO dal 1926 al 1928, del Parti socialiste de France-Union Jean Jaurès (PSdF) dal 1932 al 1936, e dal 1939 al 1940 è deputato a Angoulême per il Rassemblement anticommuniste. Nel 1936 è nominato ministro dell'aviazione, nel governo Sarraut II. Il 16 marzo 1944, viene nominato ministro del Lavoro e della solidarietà nazionale negli ultimi mesi del regime di Vichy. Fu il fondatore nel 1941 del Raggruppamento Nazional Popolare, un partito collaborazionista e "socialista europeo".

## Biografia
Proveniva da un ambiente modesto, repubblicano e patriota. Fece studi brillanti ed entrò nel 1914 alla École normale supérieure dopo essere stato allievo di Émile Chartier, un professore attivo negli ambienti dei radicali. Nello stesso anno aderì alla SFIO, più per "idealismo filosofico che per materialismo".
Fu mobilitato al fronte durante la prima guerra mondiale, che terminò aggiudicandosi sette decorazioni, fra cui la Legion d'onore, e il grado di capitano. Sotto lo pseudonimo di "Taëd", pubblicò "Cadavres et maximes. Philosophie d'un revenant" ("Cadaveri e massime. Filosofia di un reduce"), dove esprimeva il proprio orrore per la guerra e le trincee, il quale spiega un pacifismo viscerale che sarebbe stato determinante per le sue scelte nella carriera politica. Fu anche affascinato dalla disciplina collettiva e dal cameratismo presenti al fronte. 
Nel 1918 riprese i propri studi e passò il concorso a professore agrégé di filosofia, prima di orientarsi verso la sociologia sotto la tutela di Célestin Bouglé, sociologo radicale e amico di Chartier. Bouglé collocò Déat presso il segretariato del centro di documentazione della rue d'Ulm. Alla scissione socialista di Tours si collocò a destra della SFIO nel gruppo della "Vita socialista", a fianco di Pierre Renaudel.
Professore di liceo, in un primo tempo insegnò a Reims, dove ebbe fra le sue allieve la sua futura moglie, per essere successivamente trasferito a Parigi al Lycée Louis-le-Grand. Nel 1925 venne eletto consigliere municipale di Reims. In occasione di una elezione parziale, nel 1926 fu eletto all'Assemblea nazionale, ma fu battuto nelle successive elezioni del 1928. In quel periodo Léon Blum cercava di favorire alcuni giovani, poiché salire nella gerarchia del partito era difficile: nominò Déat, considerato il suo delfino, segretario del gruppo parlamentare della SFIO. Fondò un centro documentario per il proprio gruppo parlamentare.
Nel 1931 Déat pubblicò "Perspectives socialistes" ("Prospettive socialiste"), un'opera teorica di riflessione sulla dottrina socialista, nella quale riteneva necessario adattarsi all'evoluzione della società capitalistica, che non sembrava affatto auto-distruggersi, contrariamente alle affermazioni marxiste. Pensava inoltre che lo Stato dovesse avere un ruolo privilegiato nella gestione della proprietà, che doveva tuttavia restare individuale. Era contro la collettivizzazione e contro la rivoluzione, in quanto considerava che il caos fosse il terreno preferito dei fascisti e in questo si opponeva accanitamente ai marxisti, avvicinandosi invece ai planistes. Déat pensava che fosse necessario passare attraverso un regime intermedio, e non al contrario aspettare il vuoto politico, per ottenere che si instaurasse il socialismo.
Nel 1932 fu eletto deputato del ventesimo arrondissement di Parigi, battendo Jacques Duclos, il quale a sua volta aveva battuto Léon Blum nel 1928. Nel 1933 aderì al gruppo dei "neo-socialisti" (che comprendeva, tra gli altri, Adrien Marquet e Pierre Renaudel) i quali insieme ad altri 33 parlamentari nel novembre di quell'anno furono espulsi dalla SFIO. Il loro motto era "ordre, autorité, nation" ("ordine, autorità, nazione"). Da questa espulsione nacque il "Parti socialiste de France-Union Jean-Jaurès (PSDF, "Partito Socialista di Francia-Unione Jean Jaurès"). Déat ne fu eletto segretario generale. Nel 1934 Il PSDF si fuse con il Partito Socialista Francese (PSF), per dare luogo all'Unione Socialista Repubblicana (USR). Il movimento, che si proponeva di "rafforzare lo Stato contro la crisi economica", si aprì alle classi medie e partecipò saltuariamente ai governi di coalizione (Déat fu per sei mesi ministro dell'Aviazione nel 1936, nel gabinetto guidato da Albert Sarraut). Inoltre, si proponeva di difendere la nazione ad ogni costo evitando la guerra. Nonostante le reticenze di Déat, nel 1936 l'USR aderì al Fronte Popolare.
Alle elezioni politiche della primavera del 1936, Déat fu battuto. Tornò così all'insegnamento, stavolta al Liceo Fénelon, dove ebbe in carico le classi preparatorie all'École normale supérieure. Tuttavia, non abbandonò l'impegno politico e l'intensa attività pubblicistica. Nel 1939 in occasione di un'elezione parziale fu eletto deputato a Angoulême, per il "Rassemblement anticommuniste" ("Unione anticomunista"), dopo aver perso una precedente elezione giacché battuto dal candidato comunista. In quell'anno proclamò la propria posizione a favore degli accordi di Monaco e il suo pacifismo in Mourir pour Dantzig? ("Morire per Danzica?"), un articolo apparso il 4 maggio su l'Œuvre, giornale di notevole diffusione cui prese la direzione dopo il 10 luglio 1940. 

### Dal socialismo al nazionalsocialismo
In occasione della riunione del congrès (il parlamento in seduta comune) che si tenne a Vichy il 10 luglio 1940, Déat votò a favore della concessione dei pieni poteri al maresciallo Pétain. Il suo ormai annoso impegno ultrapacifista e le sue prese di posizione a favore dell'armistizio gli avevano fatto guadagnare una posizione di primo piano in seno al nascente regime collaborazionista. Tuttavia, né la sua speranza di entrare del nuovo governo né il suo auspicio di veder nascere un partito unico, ovviamente votato alla collaborazione con l'occupante tedesco, furono coronati da successo. Malvisto da alcune personalità vicine a Pétain, Déat affrontò un nuovo periodo di eclissi politica, nel corso del quale subì anche un arresto di qualche ora.
Nel febbraio 1941, con il sostegno economico dell'ambasciata tedesca, fondò il Rassemblement National Populaire (RNP), partito che si definiva "socialista ed europeo", destinato a "proteggere la razza" e a collaborare con la Germania nazista. Ad esso aderirono alcuni ex sindacalisti della CGT e alcune personalità politiche di secondo piano provenienti dalla SFIO e dall'ex USR. Inizialmente, Déat dovette prestarsi a un'alleanza poco gradita con il Mouvement social-révolutionnaire (MSR), formazione oltranzista guidata dal fondatore della Cagoule, Eugène Deloncle. Nonostante l'attivismo del segretario Georges Albertini e la protezione dell'ambasciatore nazista Otto Abetz, il movimento non riuscì a superare i diecimila iscritti. Il 27 agosto 1941, mentre passavano in rivista le truppe della Légion des Volontaires Français (LVF) Déat e il capo del governo Pierre Laval furono l'obiettivo di un attentato organizzato da un membro della Resistenza, Paul Collette.
Sospettando, a torto, l'esistenza di collusioni con i cagoulard, Déat ruppe definitivamente con Deloncle e i suoi accoliti, che lasciarono l'RNP. Nel marzo 1944 entrò a far parte del governo di Vichy in qualità di ministro del Lavoro e della solidarietà nazionale, e in tale veste assecondò le rivendicazioni dei nazisti reclutando migliaia di giovani da destinare ai lavori forzati in Germania e nella politica antisemita, nella quale distingueva tra ebrei radicati in Francia ed ebrei arrivati dai Paesi dell'Europa Orientale, da lui ritenuti più pericolosi.

### Fuga in Germania e latitanza in Italia
Con l'ingresso degli Alleati a Parigi, Déat fuggì, assieme alla giovane moglie Hélène, in Germania insieme ad altri alti dignitari dell'ormai defunto regime di Vichy e fece parte della "Commissione governativa" a Sigmaringen. Qui conobbe, tra gli altri, lo scrittore Céline. Nell'aprile del 1945, insieme alla moglie Hélène, lasciò la Germania giungendo rocambolescamente in Alto Adige. Si spostò a Milano, Roma, Genova. Nonostante la richiesta di estradizione delle autorità francesi, la coppia trovò riparo a Torino dal 1947. Déat si sistemò presso un istituto di religiose, il collegio delle suore della Divina Provvidenza nella centrale via Pomba sotto falso nome a causa della condanna a morte inflittagli in contumacia alla Liberazione dalla Haute Cour de Justice di Parigi. Non rivide più la Francia: afflitto da problemi polmonari, morì in una clinica sulle colline torinesi, dopo che, ateo da sempre, si riavvicinò alla religione cattolica.